# Hydrolaetare dantasi
Espèce
Synonymes
- Leptodactylus dantasi Bokermann, 1959

Statut de conservation UICN

 LC  : Préoccupation mineure
Hydrolaetare dantasi est une espèce d'amphibiens de la famille des Leptodactylidae.

## Répartition
Cette espèce est endémique de l'État d'Acre au Brésil,. 

## Étymologie
Cette espèce est nommée en l'honneur de R. P. Edison de Souza Dantas.

## Publication originale
- Bokermann, 1959 : Una nueva especie de Leptodactylus de la region Amazonica (Amphibia, Salientia, Leptodactylidae). Neotropica, vol. 5, p. 5–8.